# Hedwig Schardt
Hedwig Schardt (* 2. Februar 1924 in Höfles; † 19. Februar 2004 in Kirchheimbolanden) war eine deutsche  Lehrerin und Politikerin (SPD).

## Leben
Schardt besuchte die Volksschule und legte die Mittlere Reife am Progymnasium Kirchheimbolanden ab. Danach machte sie eine Ausbildung zur Volksschullehrerin an der Lehrerbildungsanstalt in Würzburg und Speyer. 1945 bestand sie die Erste und 1949 die Zweite Lehrerprüfung und arbeitete von 1946 bis 1986 als Volksschullehrerin in Kirchheimbolanden.

## Politik
1942 wurde sie Mitglied der NSDAP. Am 23. August 1946 erfolgte die Entscheidung der ZSK Neustadt mit: Entlassung. Die Entscheidung wurde am 9. Dezember 1946 berichtigt auf: Belassung im Dienst und 2 Jahre Anstellungssperre und Bewährung.
1946 trat sie der SPD bei. Sie war von 1952 bis 1998 Mitglied des Stadtrats Kirchheimbolanden und von 1956 bis 1985 Mitglied des Kreistags des Landkreises Kirchheimbolanden/Donnersbergkreis.
1963 wurde sie in den fünften Landtag Rheinland-Pfalz gewählt, dem sie bis zum Ende der Wahlperioden 1967 angehörte. 1964 war sie Mitglied der 4. Bundesversammlung.
Daneben war sie Gründungsmitglied des Vereins zum Bau und Betrieb eines Wohn- und Pflegeheims und Vorsitzende eines Vereins zur Förderung der Altenpflege.

## Auszeichnungen
- Bundesverdienstkreuz am Bande (1981)
- Wilhelm-Dröscher-Plakette (1982)
- Verdienstorden des Landes Rheinland-Pfalz (1999)
- Wappenteller der Stadt Kirchheimbolanden